# Exploración europea de Australia

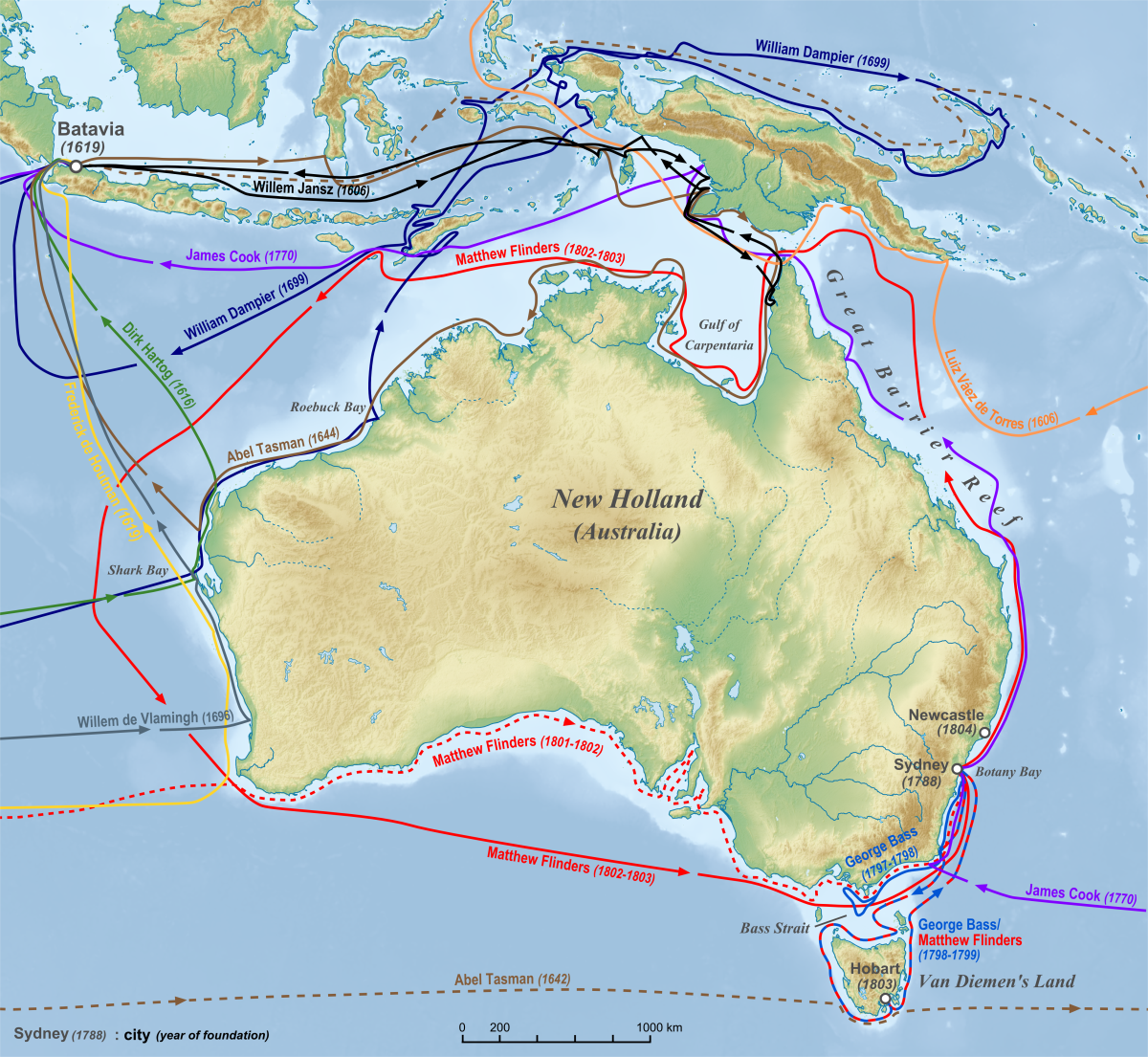
Exploración de los europeos hasta 1812
1606 − Willem Janszoon
1606 − Luis Váez de Torres
1616 − Dirk Hartog
1619 − Frederick de Houtman
1644 − Abel Tasman
1696 − Willem de Vlamingh
1699 − William Dampier
1770− James Cook
1797–99 − George Bass
1801–03 − Matthew Flinders

La exploración europea de Australia consistió en varias oleadas de exploradores por tierra y mar. Aunque a menudo, popularmente, se dice que Australia fue descubierta por el teniente de la Royal Navy (luego capitán) James Cook en 1770, él fue, simplemente, uno de los varios exploradores europeos que la avistó y desembarcó en el continente antes del establecimiento de los ingleses y lo hizo, además, 164 años después del primer encuentro documentado. Tampoco la exploración de Australia finalizó con Cook, ya que exploradores europeos, por tierra y por mar, continuaron reconociendo el continente muchos años después de la fundación de los primeros asentamientos británicos.

## Primeros avistamientos europeos
Algunos escritores han propuesto la teoría de que los portugueses fueron los primeros europeos en avistar Australia en la década de 1520. Las pruebas presentadas a favor de esta teoría, en particular por Kenneth McIntyre, se basan principalmente en la interpretación de las características de los mapas de Dieppe. Sin embargo, esta interpretación no es aceptada por la mayoría de los historiadores. Así mismo, se han teorizado los primeros avistamientos europeos de Australia y Nueva Zelanda por parte de España.
No obstante, el primer avistamiento y desembarco europeo documentado e indiscutible en Australia fue en febrero de 1606, protagonizado por el navegante holandés Willem Janszoon a bordo del Duyfken. Es posible que Luis Váez de Torres, que trabajaba al servicio de la Corona española, avistara Australia cuando navegó a través del estrecho de Torres, varios meses después, en octubre de 1606.

## Exploración holandesa en elsigloXVII

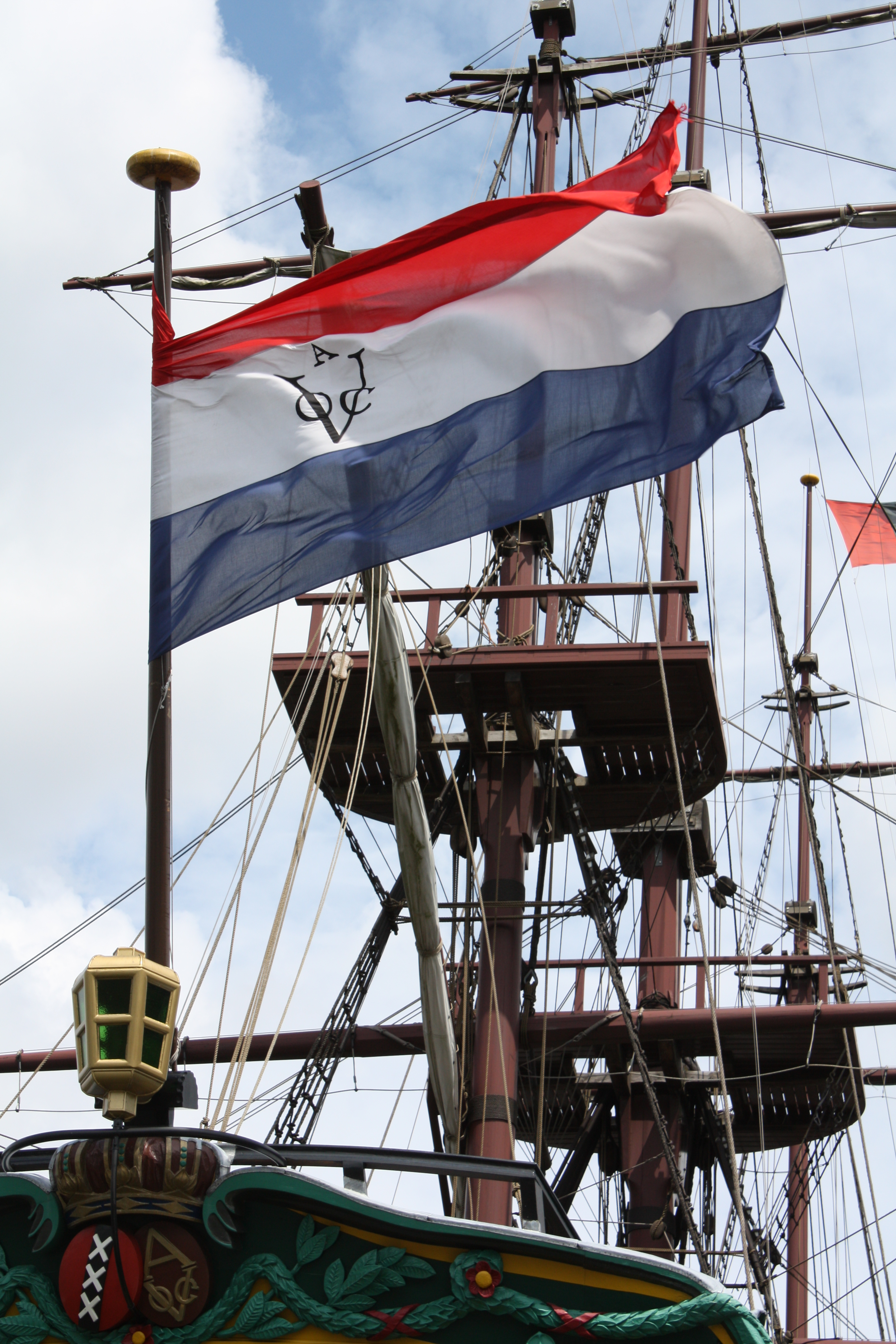
Réplica de un indiaman de la Compañía Holandesa de las Indias Orientales, que fue una fuerza importante detrás de la exploración y la cartografía holandesas de Australia.

La exploración más importante de Australia en el siglo XVII fue realizada por los holandeses. La Compañía de las Indias Orientales Neerlandesas (en neerlandés: Vereenigde Oostindische Compagnie) se había establecido en 1602 y negociaba intensamente con las islas que ahora forman parte de Indonesia, y, por lo tanto, estaban muy cerca de Australia.
El primer avistamiento y desembarco europeo documentado e indiscutible de Australia fue a fines de febrero de 1606, por el navegante holandés Willem Janszoon a bordo del Duyfken. Janszoon cartografió la costa australiana y se reunió con aborígenes. Janszoon siguió la costa de Nueva Guinea, pasó por alto el estrecho de Torres y exploró y luego cartografió parte del lado occidental del cabo York, en el golfo de Carpentaria, creyendo que la tierra todavía era parte de Nueva Guinea. El 26 de febrero de 1606, Janszoon y su grupo tocaron tierra cerca de la moderna ciudad de Weipa y del río Pennefather, pero fueron rápidamente atacados por los indígenas. Janszoon avanzó por la costa durante unos 350 km. Se detuvo en algunos lugares, pero se encontró con nativos hostiles y algunos de sus hombres fueron asesinados. En última instancia, inicialmente tuvo relaciones amistosas con los nativos, pero luego de que los obligó a cazar para él y que se apropió de algunas de sus mujeres, estalló la violencia y hubo muchas muertes en ambos bandos. Estos hechos quedaron registrados en la historia oral aborigen que ha llegado hasta nuestros días. Aquí Janszoon decidió dar la vuelta, y el lugar más tarde se llamó cabo Keerweer, en holandés 'tornavuelta'.
Ese mismo año, una expedición española que navegaba en aguas cercanas y que encabezaba Pedro Fernández de Quirós desembarcó en las Nuevas Hébridas y, creyendo que tal era el legendario continente austral, la nombró como la tierra «Austrialia del Espiritu Santo» , en honor a su reina Margarita de Austria, esposa del rey Felipe III de España Más tarde ese año, el lugarteniente de De Quirós, Luis Váez de Torres, navegó hacia el norte de Australia a través del estrecho de Torres, cartografiando la costa sur de Nueva Guinea, y posiblemente avistando el cabo York en octubre de 1606.
En 1611, Hendrik Brouwer, trabajando para la VOC, descubrió que navegar desde Europa a Batavia era mucho más rápido si se usaban los Rugientes Cuarentas. Hasta ese momento, los holandeses habían seguido una ruta copiada de los marineros árabes y portugueses que seguían las costas de África, Mauricio y Ceilán. La ruta de Brouwer implicaba navegar hacia el sur desde el cabo de Buena Esperanza (que se encuentra a 34 ° de latitud Sur) hasta los Rugientes Cuarentas (a 40-50° de latitud sur), luego navegar hacia el este antes de girar al norte hacia la isla de Java utilizando la corriente del Océano Índico Sur. La ruta de Brouwer se volvió obligatoria para los barcos holandeses en 1617. Sin embargo, el problema con la ruta era que no había una manera fácil en ese momento de determinar la longitud, lo que hacía inevitables las llegadas a tierra holandesas en la costa oeste de Australia, así como el naufragio de los barcos. en los bajíos. La mayoría de estas llegadas a tierra no fueron planificadas. La primera recalada de este tipo fue en 1616, cuando Dirk Hartog, empleado de la VOC, llegó a tierra en Shark Bay (en lo que ahora se llama isla Dirk Hartog) frente a la costa de Australia Occidental. Al no encontrar nada de interés, Hartog continuó navegando hacia el norte a lo largo de esta costa de Australia Occidental previamente desconocida para los europeos, elaborando cartas náuticas hasta aproximadamente los 22° de latitud sur. Luego abandonó la costa y continuó hasta Batavia. Llamó a Australia 't Landt van d'Eendracht —abreviado como Eendrachtsland— en honor a su barco, un nombre que estaría en uso hasta que Abel Tasman nombró a la tierra Nueva Holanda en 1644.
En 1619, Frederick de Houtman, en el Dordrecht, y Jacob d'Edel, en el Amsterdam, ambos barcos de la VOC, avistaron tierra en la costa australiana cerca de la actual Perth, a la que llamaron d'Edelsland. Después de navegar hacia el norte a lo largo de la costa, desembarcaron en Eendrachtsland, que ya había sido encontrado y nombrado por Hartog, antes de girar hacia Batavia.
Hessel Gerritsz fue designado el 16 de octubre de 1617 como el primer cartógrafo exclusivo de la VOC, cuyo trabajo incluía la creación y mantenimiento de cartas de las costas en el área. Gerritsz elaboró un mapa en 1622 que mostraba ya la primera parte de Australia en cartografiarse, la tierra de Janszoon en 1606. Se consideraba parte de Nueva Guinea y se llamaba Nueva Guinea en el mapa, pero Gerritsz también añadió una inscripción que decía:

Los que navegaron con el yate de Pedro Fernandes de Queirós en las cercanías de Nueva Guinea a 10 grados al Oeste por muchas islas y bajíos y más de 2, 3 y 4 brazas hasta 40 días, presumieron que Nueva Guinea no se extendía más allá de los 10 grados al sur. Si esto es así, entonces la tierra de 9 a 14 grados sería una tierra separada, diferente de la otra Nueva Guinea.
Those who sailed with the yacht of Pedro Fernandes de Queirós in the neighbourhood of New Guinea to 10 degrees westward through many islands and shoals and over 2, 3 and 4 fathoms for as many as 40 days, presumed that New Guinea did not extend beyond 10 degrees to the south. If this be so, then the land from 9 to 14 degrees would be a separate land, different from the other New Guinea.

Todas las cartas y registros de los marineros comerciantes y exploradores de la VOC que regresaban tenían que enviarse a Gerritsz y proporcionaron nueva información para varios mapas innovadores que salieron de sus manos. Las cartas de Gerritsz acompañarían a todos los capitanes de la VOC en sus viajes. En 1627, Gerritsz hizo un mapa, el Caert van't Landt van d'Eendracht, completamente dedicado a los descubrimientos de la costa de Australia Occidental, que se denominó "Eendrachtsland", aunque el nombre se había utilizado desde 1619.
El 1 de mayo de 1622, el inglés John Brooke en el Tryall, un barco propiedad de la Compañía Británica de las Indias Orientales de aproximadamente 500 toneladas, en el camino a Batavia realizó el segundo viaje inglés para utilizar la ruta sur de Brouwer. Navegó demasiado hacia el este y avistó la costa de Australia Occidental en Point Cloates (alrededor de 22° de latitud sur), aunque la confundió con una isla avistada en 1618 por Janszoon (y en 1816 nombrada isla Barrow por Phillip Parker King). No desembarcaron allí, y unas semanas más tarde naufragaron en un arrecife desconocido al noroeste de las Islas Montebello (alrededor de 20° de latitud sur, ahora conocido como Tryal Rocks). El naufragio causó la muerte de 93 hombres, pero Brooke, su hijo John y nueve hombres se subieron a un esquife y el factor del barco Thomas Bright y otros 35 lograron salvar una chalupa. Brooke navegó por separado a Java. Bright y su tripulación pasaron siete días en tierra en las islas Montebello, antes de navegar en el bote a Bantam en Java. Este fue el primer naufragio registrado en aguas australianas y la primera estadía prolongada en Australia por parte de europeos.

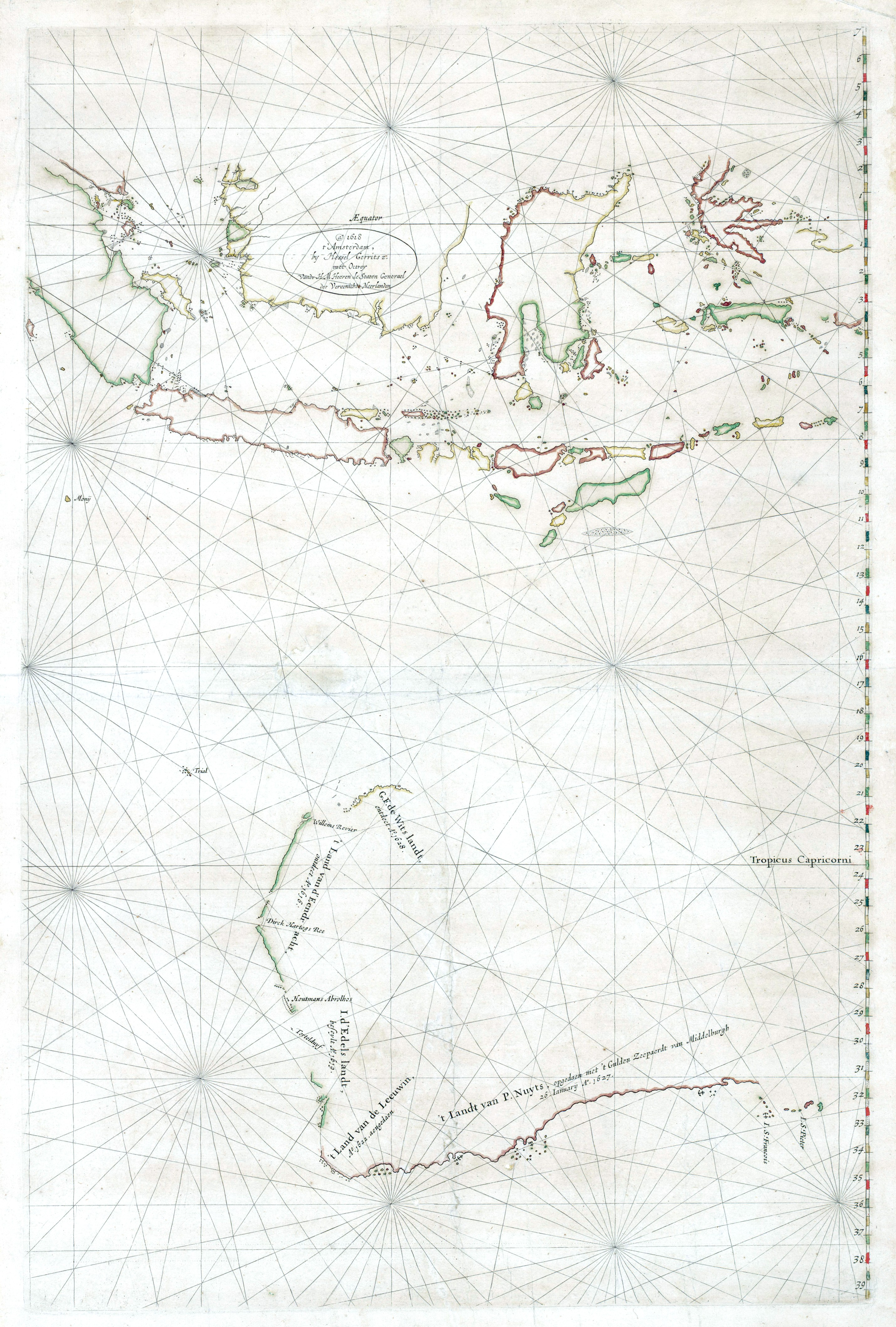
Mapa de Australia y las Indias holandesas de Hessel Gerritsz tras las exploraciones de François Thijssen en 1627.

En 1623, la Jan Carstensz encargó a Jan Carstensz que dirigiera una expedición a la costa sur de Nueva Guinea y más allá, para seguir los informes de más tierras avistadas por Janszoon en sus viajes de 1606 hacia el sur. Partiendo de Amboyna en las Indias Orientales Holandesas con dos barcos, el Pera y el Arnhem (capitaneado por Willem Joosten Van Colster), viajó a lo largo de la costa sur de Nueva Guinea, luego se dirigió hacia el sur hasta la península del Cabo York y el golfo de Carpentaria. El 14 de abril de 1623 pasó por el cabo Keerweer. Al desembarcar en busca de agua dulce para sus provisiones, Carstensz se encontró con un grupo de indígenas australianos locales, a quienes describió como «personas pobres y de aspecto miserable» que «no tenían conocimiento de metales preciosos o especias». El 8 de mayo de 1623, Carstensz y su tripulación lucharon en una escaramuza con 200 aborígenes en la desembocadura de un pequeño río cerca del cabo Duyfken (llamado así por el barco de Janszoon que había visitado anteriormente la región) y desembarcaron en el río Pennefather. Carstensz nombró al pequeño río río Carpentier, y al golfo de Carpentaria en honor a Pieter de Carpentier, entonces gobernador general de las Indias Orientales Holandesas. Carstensz llegó al río Staaten antes de dirigirse de nuevo al norte. El Pera y Carstensz regresaron a Amboyna mientras que el Arnhem cruzaba el golfo de Carpentaria, avistando la costa este de una tierra que bautizaran como Arnhem Land.
En 1627, François Thijssen terminó demasiado al sur y el 26 de enero de 1627 llegó a la costa de Australia, cerca del cabo Leeuwin, el extremo más al suroeste del continente. Pieter Nuyts, el funcionario de la VOC a bordo de su barco, le dio permiso a Thijssen para continuar navegando hacia el este, cartografiando más de 1500 km de la costa sur de Australia, desde Albany, Australia Occidental hasta Ceduna, Australia Meridional. Llamó a la tierra 't Land van Pieter Nuyts [tierra de Pieter Nuyts]. Parte del mapa de Thijssen muestra las islas de San Francisco y San Pedro, ahora conocidas colectivamente con sus respectivos grupos como el archipiélago de Nuyts. Las observaciones de Thijssen fueron incluidas por Gerritsz ya en 1628 en una carta de las Indias y Eendrachtsland.
Un capitán holandés de este período que no era realmente un explorador pero que, sin embargo, vale la pena mencionar fue Francisco Pelsaert, capitán del Batavia,, que naufragó frente a las costas de Australia Occidental en 1629.

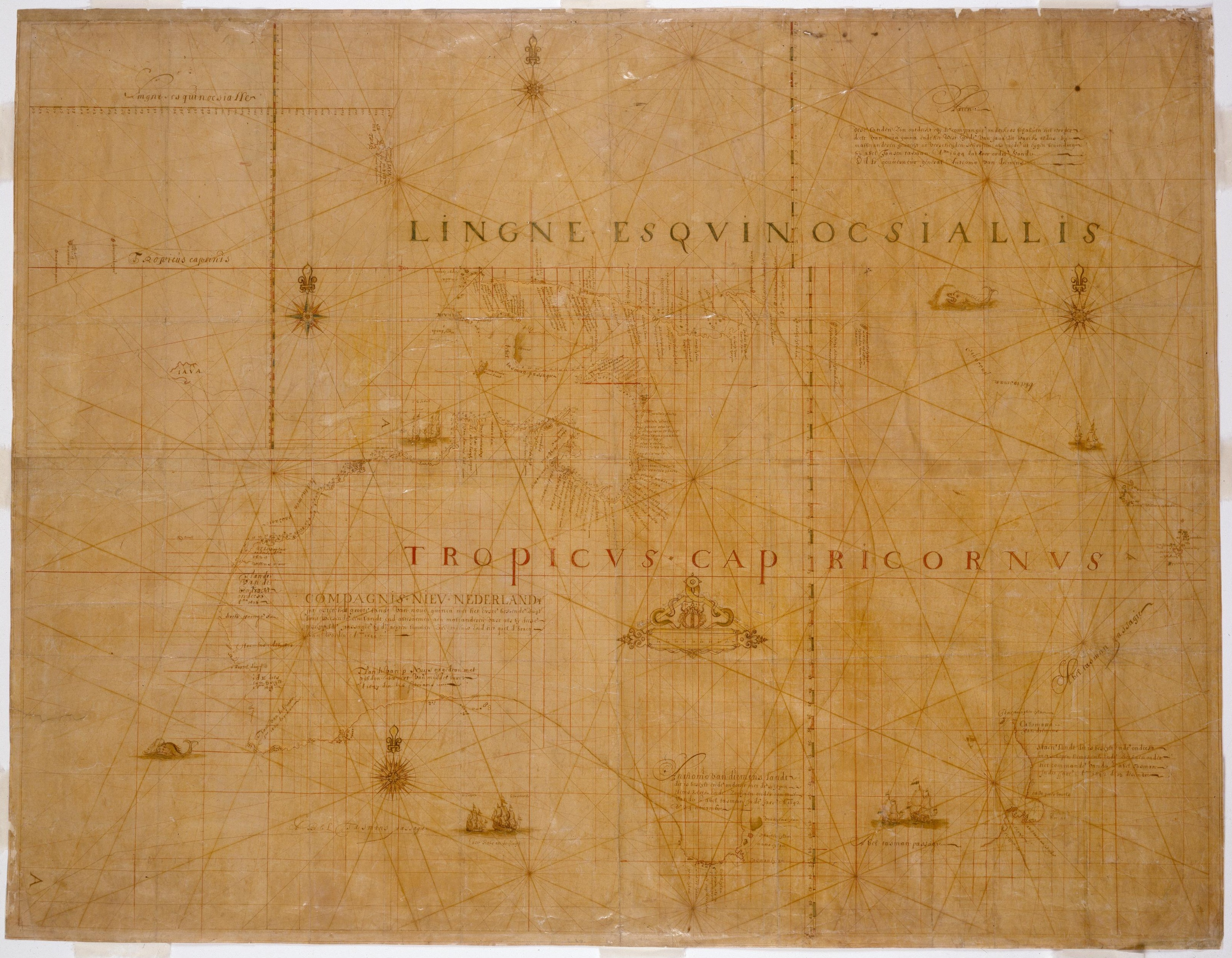
El mapa de Abel Tasmande sus propios viajes, 1644, el Mapa de Bonaparte.

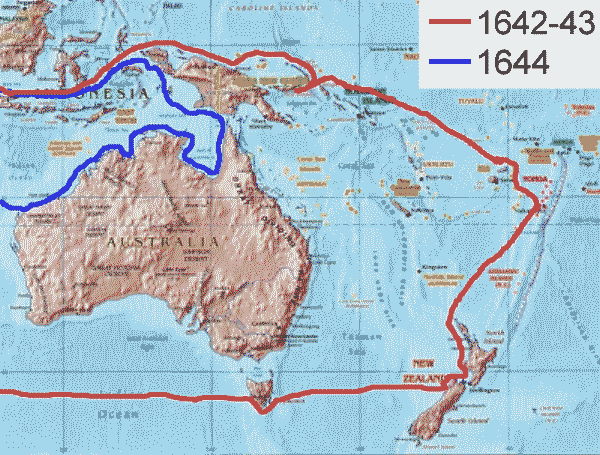
La ruta del primer y segundo viaje de Tasman en 1642-1643 y 1644

En agosto de 1642, la VOC envió a Abel Tasman y a Franchoijs Visscher en un viaje cuyo objetivo era obtener conocimiento de «todas las provincias totalmente desconocidas del reino de Beach». Esta expedición utilizó dos barcos pequeños, el Heemskerck y el Zeehaen. Comenzando en Mauricio, ambos barcos partieron el 8 de octubre utilizando los Rugientes Cuarentas para navegar hacia el este lo más rápido posible. El 7 de noviembre, debido a la nieve y el granizo, el rumbo de los barcos se modificó a una dirección más al noreste. El 24 de noviembre de 1642, Abel Tasman avistó la costa oeste de Tasmania, al norte del puerto de Macquarie. Llamó a su descubrimiento Tierra de Van Diemen en honor a Antonio van Diemen, entonces Gobernador General de las Indias Orientales Holandesas. Siguiendo hacia el sur, bordeó el extremo sur de Tasmania y girando hacia el noreste, Tasman trató de llevar luego sus dos barcos a Adventure Bay en la costa este de South Bruny Island, donde una tormenta lo arrastró al mar, esta área la llamó Storm Bay. Dos días después, Tasman ancló al norte del cabo Frederick Hendrick, justo al norte de la península de Forestier. Tasman luego desembarcó en Blackman Bay, en la mayor bahía Marion. Al día siguiente, intentó desembarcar en North Bay; sin embargo, debido a que el mar estaba demasiado agitado, el carpintero nadó a través de las olas y plantó la bandera holandesa en North Bay. Tasman luego reclamó la posesión formal de la tierra el 3 de diciembre de 1642.
En 1644, Tasman realizó un segundo viaje con tres barcos (Limmen, Zeemeeuw, y el tender Braek). Siguió la costa sur de Nueva Guinea hacia el este, pasó por alto el estrecho de Torres entre Nueva Guinea y Australia y continuó su viaje hacia el oeste a lo largo de la costa norte de Australia. Trazó un mapa de la costa norte de Australia haciendo observaciones sobre la tierra, a la que llamó Nueva Holanda, y su gente. Desde el punto de vista de la Compañía Holandesa de las Indias Orientales, las exploraciones de Tasman fueron una decepción: no había encontrado ni un área prometedora para el comercio ni una nueva ruta de navegación útil.
A finales del Renacimiento (1450 a 1650), todos los continentes habían sido visitados y en su mayoría cartografiados por europeos, excepto el continente del polo sur ahora conocido como Antártida, pero originalmente llamado Terra Australis, o 'Australia' para abreviar. Este logro geográfico se mostró en el gran mapamundi Nova Totius Terrarum Orbis Tabula realizado por el cartógrafo holandés Joan Blaeu en 1648 para conmemorar la Paz de Westfalia.

Grabado en placa de cobre de Danckert Danckerts del boceto de Jacob Vennekool del mosaico del piso de la Burgerzaal de Ámsterdam de 1648 en Afbeelding van 't Stadt Huys van Amsterdam de Jacob van Campen' de 1661.

Un mapa del mundo incrustado en el piso del Burgerzaal ('Salón de los burgueses') del nuevo Stadhuis ('Ayuntamiento') de Ámsterdam en 1648 reveló la extensión de las cartas neerlandesas de gran parte de la costa de Australia. Basado en la Nova et Accuratissima Terrarum Orbis Tabula [Un gráfico nuevo y más preciso de la esfera de la Tierra] de Joan Blaeu del mismo año, incorporaba los descubrimientos de Tasman. Aunque el mosaico original estaba desgastado, se reprodujo en 1748. Esta reproducción permaneció guardada durante siglos antes de ser restaurada después de la Segunda Guerra Mundial como parte del Palacio Real de Ámsterdam. También se utilizó como base para otro mosaico en Canberra, centrado específicamente en la sección australiana del mapa del hemisferio oriental. Los descubrimientos de Tasman también aparecieron posteriormente en el Archipelagus Orientalis sive Asiaticus [Archipiélago oriental o asiático] publicado en el Kurfürsten Atlas [Atlas del Gran Elector].
Los mapas de este período y de principios del siglo XVIII a menudo tienen Terra Australis o t'Zuid Landt ('la Tierra del Sur') marcada como "New Holland", el nombre dado al continente por Abel Tasman en 1644. El mapa de 1659 de Joan Blaeu muestra el contorno claramente reconocible de Australia basado en las numerosas exploraciones holandesas de la primera mitad del siglo XVII.

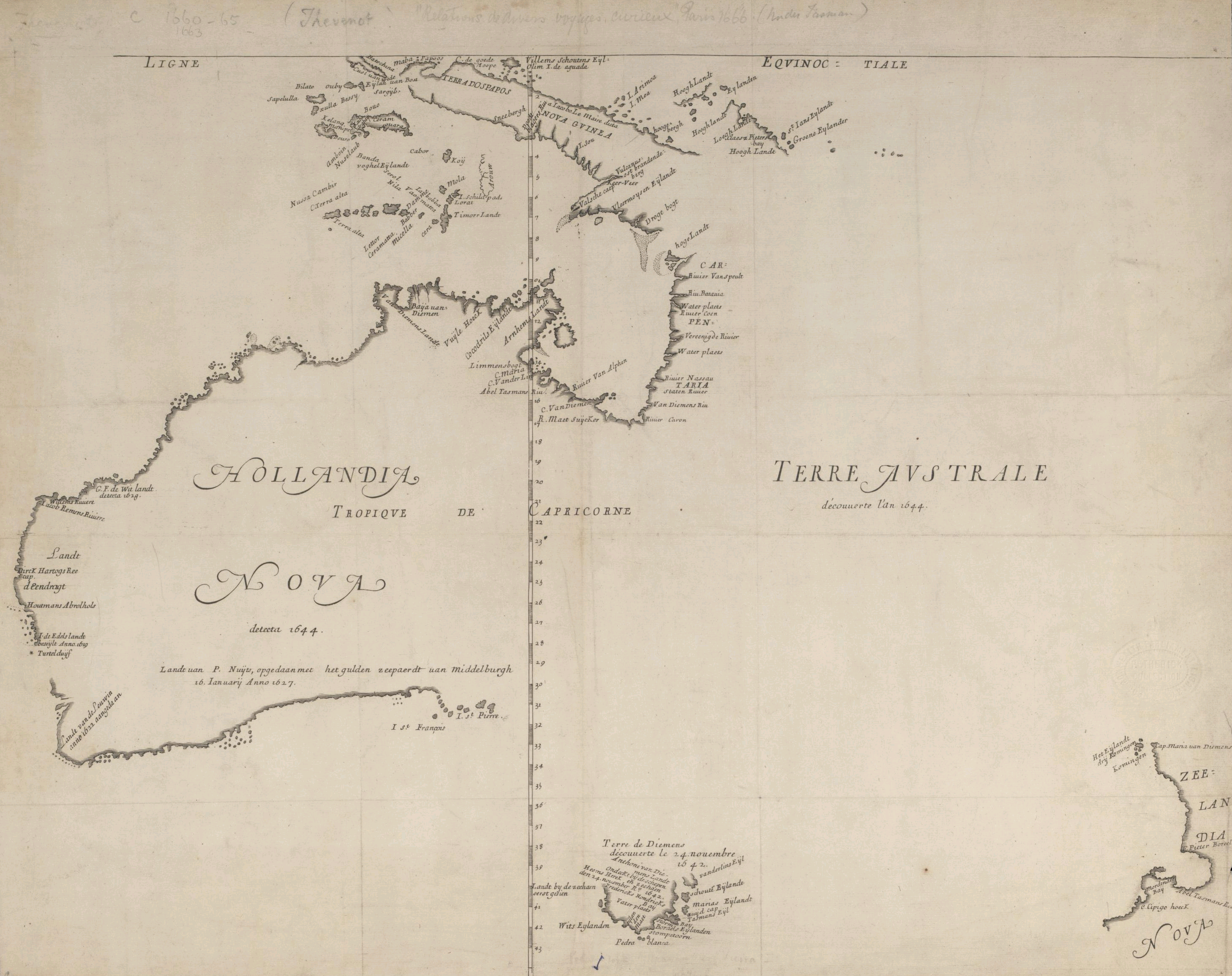
Hollandia Nova Detecta 1644, de Melchisédech Thévenot de 1664, que creó una nueva frontera oriental para las reclamaciones neerlandesas, luego explotados por el Imperio británico

En 1664, el geógrafo francés Melchisédech Thévenot publicó su Relations de Divers Voyages Curieux [Relaciones de varios viajes curiosos], que incluía un mapa de Nueva Holanda. Thévenot dividió el continente en dos, entre Nova Hollandia, al oeste, y Terre Australe, al este. Dividió el continente según el meridiano 135 este, que parece haber sido de su iniciativa, ya que no había tal división ni en los diarios de Tasman o en sus mapas, ni en los de Blaeu o los de Ámsterdam Burgerzaal o en cualquier otro mapa neerlandés de ese período. En cambio, Terra Australis o t'Zuid Landt aparecieron, en todo caso, como nombres alternativos con Hollandia Nova como referencia a toda la isla. Esta línea del meridiano 135 esteparece haber representado la comprensión de Thévenot del meridiano de Zaragoza o el antimeridiano de Tordesillas, dividiendo las Indias Orientales portuguesas conquistadas por el Imperio neerlandés en la guerra luso-neerlandesa, un conflicto prolongado a lo largo del siglo XVII de las tierras reservadas bajo esos tratados para el Imperio español y reclamado por el acto de posesión de "Austrialia" realizado por Pedro Fernández de Quirós en 1606. Este límite occidental de la reclamación de España se muestra en el mapa de 1761 del Imperio español de Vicente de Memije, Aspecto Symbolico del Mundo Hispanico y jugó un papel en la reivindicación británica y división del territorio durante el establecimiento de Nueva Gales del Sur a fines del siglo XVIII y Australia Occidental a principios del siglo XIX.
En 1696, Willem de Vlamingh comandó la misión de rescate en la costa oeste de Australia para buscar sobrevivientes del Ridderschap van Holland que había desaparecido dos años antes. La misión resultó infructuosa, pero en el camino, Vlamingh cartografió partes de la costa occidental del continente y, como resultado, mejoró la navegación en la ruta del Océano Índico desde el cabo de Buena Esperanza hasta las Indias Orientales Holandesas.
| Fechas    | Explorador(es)       | Barco(s)                      | Lugar(es)                                                          |
| 1606      | Willem Janszoon      | Duyfken                       | Golfo de Carpentaria y península del Cabo York (Queensland)        |
| 1616      | Dirk Hartog          | Eendracht                     | Área de la bahía Shark (Australia Occidental)                      |
| 1619      | Frederick de Houtman | -                             | Avistó tierra cerca de Perth (Australia Occidental)                |
| 1623      | Jan Carstensz        | Pera yArnhem                  | Golfo de Carpentaria y río Carpentier                              |
| 1627      | François Thijssen    | het Gulden Zeepaerdt          | 1800 km de la costa Sur (desde cabo Leeuwin hasta Ceduna)          |
| 1642-1643 | Abel Tasman          | Heemskerck y Zeehaen          | Tierra de Van Diemen, más tarde llamada Tasmania                   |
| 1696-1697 | Willem de Vlamingh   | Geelvink, Nyptangh y Wezeltje | Islas Rottnest, río Swan e isla Dirk Hartog (Australia Occidental) |

## 1700-1769

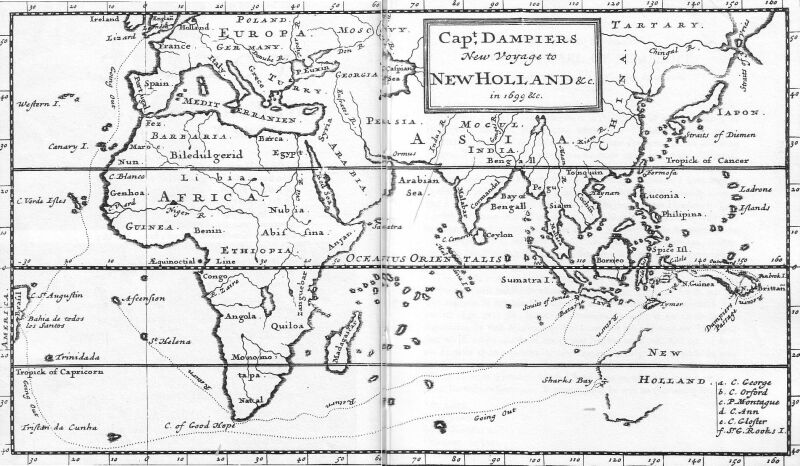
Mapa del viaje de William Dampier.

A lo largo del siglo XVIII, el conocimiento de la costa de Australia aumentó gradualmente. Exploradores como el inglés William Dampier contribuyeron a su entendimiento, especialmente a través de su publicación, en dos volúmenes, A Voyage to New Holland (1703, 1709) [Un viaje a New Holland (1703, 1709)]. 

## Primer viaje de Cook (1770)

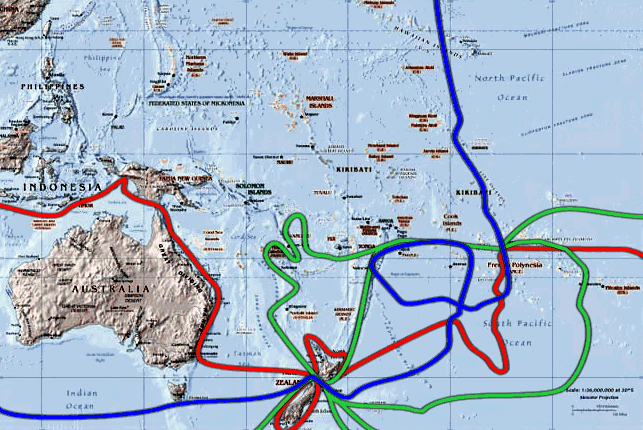
El primer viaje de Cook de 1770 se muestra en rojo

En 1768 el teniente británico James Cook fue enviado desde Inglaterra en una expedición al océano Pacífico para observar el tránsito de Venus desde la isla de Tahití, navegando hacia el oeste en el HMS Endeavour, vía el cabo de Hornos, para llegar allí en 1769. En el viaje de regreso, continuó sus exploraciones del Pacífico Sur, en busca del postulado continente de Terra Australis.
Alcanzó primero Nueva Zelanda, y luego navegaron más hacia el oeste hasta avistar la esquina suroriental del continente australiano el 20 de abril de 1770. Al hacerlo, iba a ser la primera expedición europea documentada que llegaba a la costa oriental. Luego continuó navegando hacia el norte a lo largo de la costa este, cartografiando y nombrando muchos accidentes geográficos a lo largo de la travesía.
Identificó la bahía Botany como un buen puerto, potencialmente adecuado para un asentamiento, y fue donde pisó tierra australiana por primera vez el 29 de abril. Continuando por la costa, el HMS Endeavour más tarde encalló en los bajíos de la Gran Barrera de Coral (cerca del sitio actual de Cooktown), y tuvo que ser sacado del agua para las reparaciones.
El viaje se reanudó, hasta llegar finalmente al estrecho de Torres y, desde allí a Batavia en la Indias Orientales Neerlandesas (hoy Yakarta, Indonesia). La expedición regresó a Inglaterra a través del océano Índico y el cabo de Buena Esperanza.
En la expedición de Cook participaba el botánico Joseph Banks, en honor de quien se nombraron muchos accidentes geográficos de Australia y al menos una planta nativa. Los informes de Cook y Banks, juntamente con la pérdida por Gran Bretaña de las colonias penales en los Estados Unidos, después de haber obtenido estos la independencia, y la creciente preocupación sobre la actividad francesa en el Pacífico, alentaron la posterior fundación de la colonia de Sídney en Port Jackson en 1788.

## Exploradores franceses delsigloXVIII
Marc-Joseph Marion du Fresne visitó la Tierra de Van Diemen en 1772 y fue el primero en encontrar aborígenes de Tasmania (que no habían sido vistos por Abel Tasman). Jean François Galaup, conde de La Pérouse, visitó bahía Botany en 1788. Bruni d'Entrecasteaux descubrió Esperance, en Australia Occidental, y el canal de D'Entrecasteaux y los estuarios Derwent y Huon, en Tierra de Van Diemen. Su expedición también dio lugar a la publicación de la primera flora general de Nueva Holanda.

## Exploraciones posteriores por mar

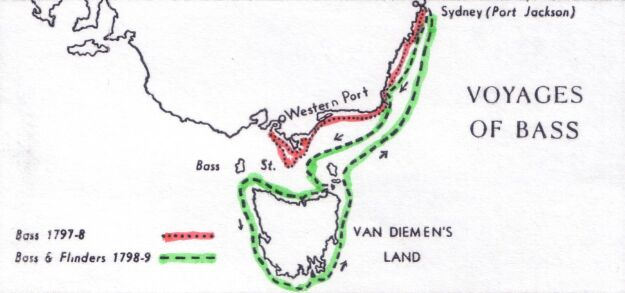
Viajes de Bass, en honor de quien se nombró el estrecho de Bass.

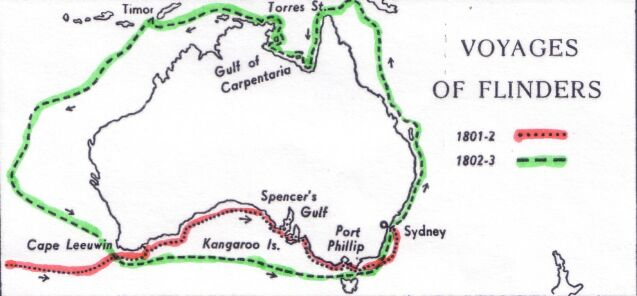
Viajes de Matthew Flinders

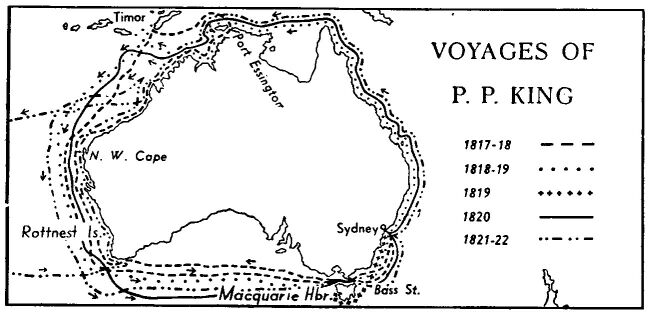
Viajes de Phillip Parker King alrededor de Australia.

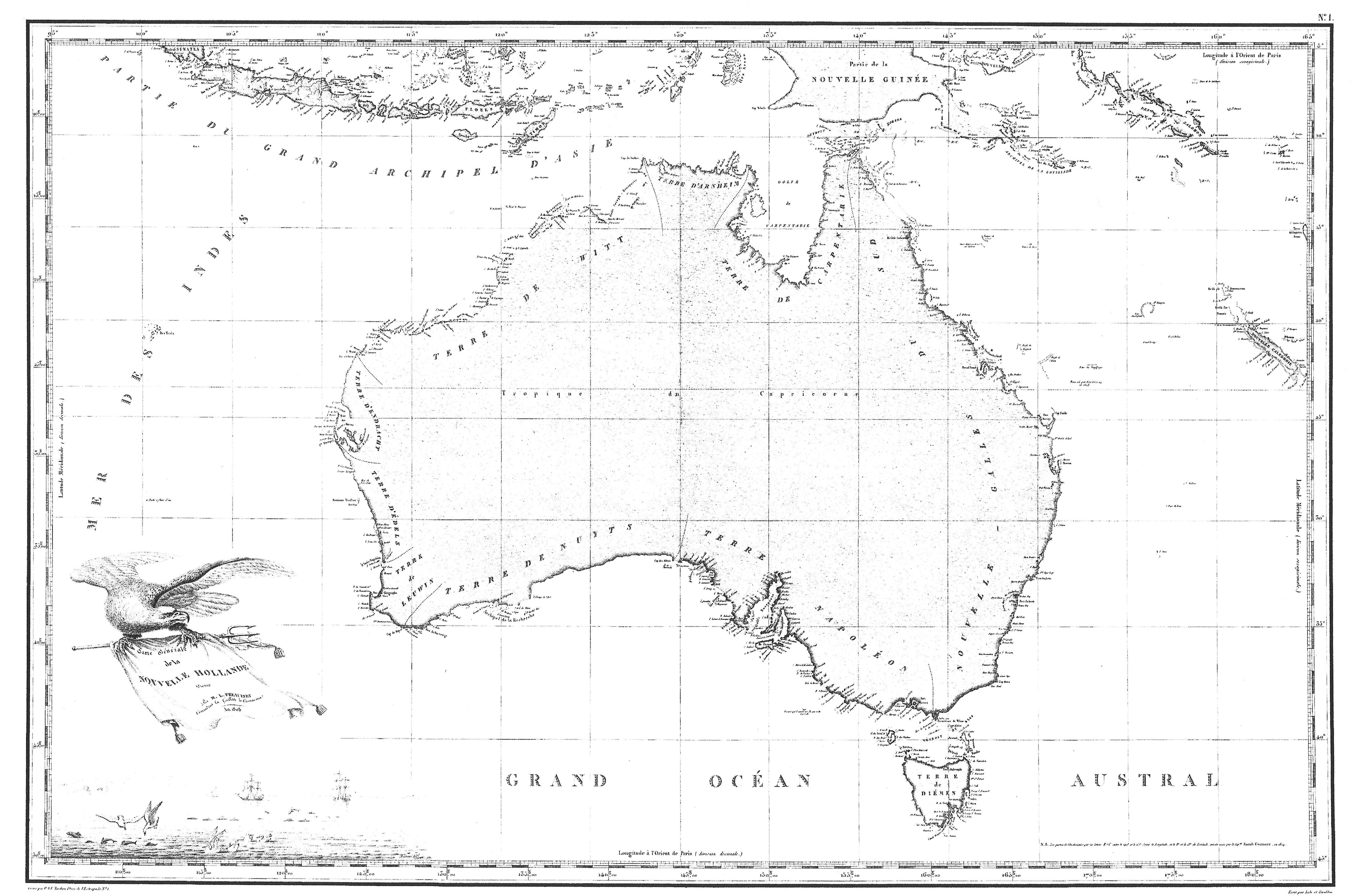
Mapa de Freycinet de 1811: el primer mapa completo de Australia publicado

En 1796 (después del asentamiento), el británico Matthew Flinders con George Bass tomó un pequeño bote abierto, el Tom Thumb, y exploró parte de la costa al sur de Sídney. A partir de este viaje, sospechó que Tasmania era una isla, y en 1798 Bass y él dirigieron una expedición para circunnavegarla y, por lo tanto, probar su teoría. El mar entre Australia continental y Tasmania se denominó estrecho de Bass. Una de las dos islas principales del estrecho de Bass fue posteriormente nombrada por Philip Parker King isla Flinders. Flinders partió para Inglaterra en 1800 a bordo del HMS Reliance..
Mientras tanto, en octubre de 1800, el francés Nicolas Baudin fue seleccionado para liderar lo que se conoce como la expedición Baudin para cartografiar la costa de Australia/Nueva Holanda. Tenía dos barcos, Le Géographe y Le Naturaliste capitaneados por Jacques Hamelin, y estaba acompañado por nueve zoólogos y botánicos, incluido Jean-Baptiste Leschenault de la Tour. Llegó a Australia en mayo de 1801, siendo el primero en explorar y cartografiar una parte de la costa meridional del continente. La expedición científica fue un gran éxito, con más de 2500 nuevas especies descritas. Los franceses también conocieron a los indígenas y los trataron con gran respeto.[cita requerida] Muchos lugares de Australia Occidental todavía tienen nombres franceses de la expedición de Baudin (península de Peron, isla Depuch, bahía Geographe, cabo Naturaliste, cabo Levillain, isla Boullangere, isla Faure). El género de plantas australianas Lechenaultia i lleva el nombre de Jean Baptiste Leschenault  y Guichenotia en honor a Antoine Guichenot. En abril de 1802, Le Naturaliste al mando de Hamelin exploró el área de Western Port, Victoria, y dio nombres a lugares, algunos de los cuales han sobrevivido. Ile des Français  ahora se llama isla Francesa.
El trabajo de Flinders había llamado la atención de muchos de los científicos de la época, en particular del influyente sir Joseph Banks —a quien Flinders había dedicado sus Observations on the Coasts of Van Diemen's Land, on Bass's Strait, etc...—, botánico y consejero informal del rey rey Jorge III y presidente de la Royal Society. Banks utilizó su influencia con el 2.º conde Spencer, entonces primer lord del Almirantazgo, para convencerlo de la importancia de enviar una expedición para cartografiar la costa de Nueva Holanda. Como resultado, en enero de 1801, Flinders recibió el mando del HMS Investigator, una balandra de 334 toneladas, y fue ascendido a comandante al mes siguiente.
El HMS Investigator zarpó hacia Nueva Holanda el 18 de julio de 1801. Como adjuntos a la expedición, participaban el botánico Robert Brown, el artista botánico Ferdinand Bauer, el paisajista William Westall, el jardinero Peter Good, el asistente geólogo John Allen y John Crosley como astrónomo Vallance et al. comentaron que, en comparación con la expedición de Baudin, era un «modesto contingente de caballeros científicos», que reflejaba la «parsimonia británica» en el esfuerzo científico.
Debido a la naturaleza científica de la expedición, Flinders recibió un pasaporte francés, a pesar de que Inglaterra y Francia estaban en ese momento en guerra. Flinders primero navegó a lo largo de la costa sur hasta Sídney, luego completó la circunnavegación de Australia de regreso a Sídney.
Mientras cada uno trazaba la costa de Australia, Baudin y Flinders se encontraron por casualidad en abril de 1802 en Encounter Bay, en lo que ahora es Australia Meridional. Baudin se detuvo en el asentamiento de Sídney en busca de suministros. En Sídney, compró un nuevo barco, el Casuarina, un barco más pequeño que podía realizar trabajos de inspección cerca de la costa, bajo el mando de Louis de Freycinet. Envió a casa al Naturaliste más grande con todos los especímenes que habían sido recolectados por Baudin y su tripulación. Luego se dirigió a Tasmania y realizó más cartografía del estrecho de Bass antes de navegar hacia el oeste, siguiendo la costa oeste hacia el norte, y después de otra visita a Timor, emprendió una gran exploración a lo largo de la costa norte de Australia. Acosado por los vientos contrarios y la mala salud, el 7 de julio de 1803 se decidió a regresar a Francia. La expedición se detuvo en Mauricio , donde murió de tuberculosis el 16 de septiembre de 1803. La expedición finalmente estaba de regreso en Francia el 24 de marzo de 1804. Según investigadores de la Universidad de Adelaida, durante esta expedición Baudin preparó un informe para Napoleón sobre las formas de invadir y capturar la colonia británica en Sydney Cove.
Los británicos sospecharon que el motivo de la expedición de Baudin era intentar establecer una colonia francesa en la costa de Nueva Holanda. En respuesta, el Lady Nelson y el ballenero Albion, ambos bajo la dirección del teniente John Bowen, zarparon de Port Jackson el 31 de agosto de 1803 para establecer un asentamiento en Van Diemen's Land, y el 10 de octubre de 1803 un convoy de dos barcos HMS  Calcutta y Ocean dirigido por el capitán David Collins que transportaba a 402 personas entró en Port Phillip y formó un asentamiento cerca de Sorrento. Los primeros británicos en entrar en la bahía fueron las tripulaciones del HMS  Lady Nelson, comandada por  John Murray y, diez semanas después, la del Investigator, comandada por Flinders, en 1802.
El HMS Investigator fue declarado no apto para navegar, por lo que en 1803 Flinders se vio obligado a regresar a Inglaterra como pasajero en el Porpoise (1799), junto con sus cartas y cuadernos de bitácora. El barco se detuvo en Mauricio, pensando que estaría a salvo debido a la naturaleza científica de sus viajes, aunque Inglaterra y Francia estaban en guerra en ese momento. Sin embargo, el gobernador de Mauricio mantuvo a Flinders en prisión durante seis años y medio. Como consecuencia, el primer mapa publicado del contorno completo de Australia fue el Mapa de Freycinet de 1811, producto de la expedición de Baudin. Precedió en tres años a la publicación del mapa de Australia de Flinders, Terra Australis or Australia. Flinders también publicó en 1814 su relato del viaje en A Voyage to Terra Australis, que apareció justo antes de su muerte a la edad de 40 años.
| Fechas    | Explorador(es)                                                                          | Barco(s)                      | Lugar(es)                                                                        |
| 1773      | Tobias Furneaux                                                                         | Adventure                     | Costas sur y este de Tasmania                                                    |
| 1776      | James Cook                                                                              | Resolution                    | Sur de Tasmania                                                                  |
| 1788      | Jean François Galaup, conde de La Pérouse                                               | Astrolabe y Boussole          | Encuentro First Fleet en bahía Botany                                            |
| 1796      | Matthew Flinders                                                                        | Tom Thumb                     | Línea costera alrededor de Sídney                                                |
| 1798      | Matthew Flinders y George Bass                                                          | Norfolk                       | Circunnavegación de Tasmania                                                     |
| 1801-1802 | Nicolas Baudin, acompañado por Thomas Vasse y numerosos naturalistas (ver más adelante) | Le Géographe y Le Naturaliste | El primero en explorar la costa Oeste; se encontró con Flinders en Encounter Bay |
| 1801      | John Murray                                                                             | HMS Lady Nelson               | Estrecho de Bass; descubierto por Port Phillip                                   |
| 1802      | Matthew Flinders                                                                        | HMS Investigator              | Circunnavegación de Australia                                                    |
| 1817      | Expedición de King, con Phillip Parker King acompañado por Frederick Bedwell            | HMS Mermaid                   | Circunnavegación de Australia; cartografía de las costas del noroeste.           |

## Exploración por tierra 1788-1900

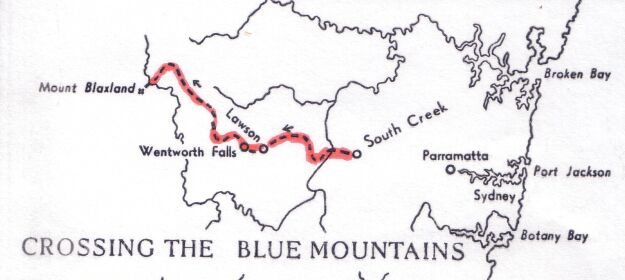
Expedición de Blaxland para cruzar las Blue Mountains

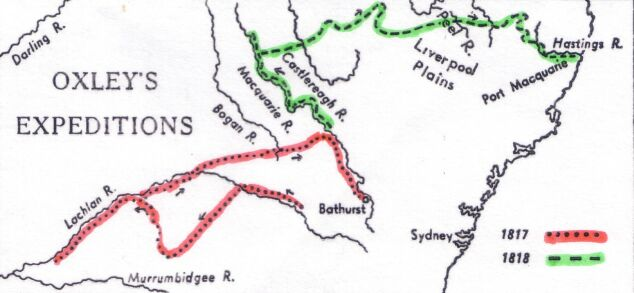
Expediciones de John Oxley

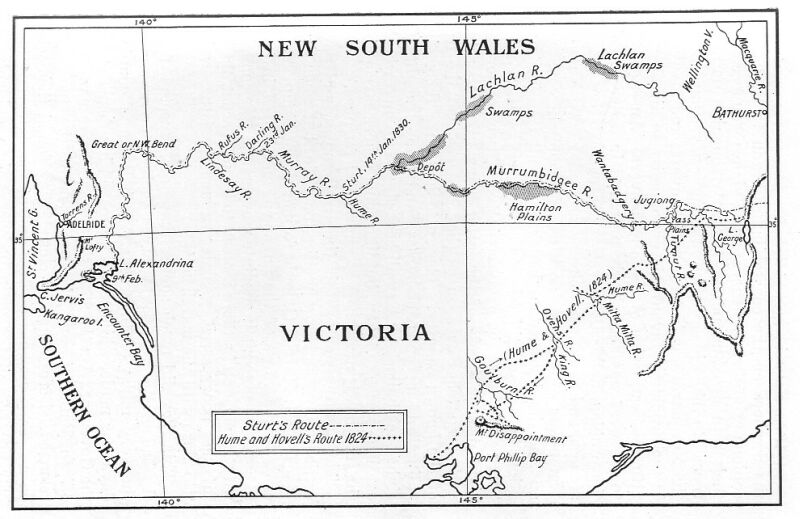
Ruta de las expediciones de Sturt, Hume y Hovell

La apertura del interior a la colonización europea se produjo gradualmente a lo largo del período colonial, y un buen número de estos exploradores son muy bien conocidos. Burke y Wills son los más conocidos por su intento fallido de cruzar el interior de Australia, pero hombres como Hamilton Hume y Charles Sturt también son notables, aunque sólo sea porque los principales accidentes geográficos, monumentos e instituciones han sido nombrados en su honor.
Durante muchos años, los planes de expansión hacia el oeste de Sídney se vieron frustrados por la Gran Cordillera Divisoria, una amplia cordillera de montañas que sombrea la costa este desde la frontera Queensland-Nueva Gales del Sur hasta la costa sur. La parte de la cordillera cercana a Sídney se llama Blue Mountains. E gobernador Philip Gidley King declaró que eran infranqueable, pero a pesar de esto, Gregory Blaxland dirigió con éxito una expedición para cruzarla en 1813. Estuvo acompañado por William Lawson, William Wentworth y cuatro sirvientes. Este viaje allanó el camino para muchas pequeñas expediciones que se llevaron a cabo en los años siguientes.
En 1824, el gobernador Thomas Brisbane preguntó a Hamilton Hume y William Hovell si viajarían desde la actual estación de Hume cerca de la actual Canberra, hasta el golfo de Spencer (al oeste de la actual Adelaida). Sin embargo, fueron obligados a pagar sus propias costas. Hume y Hovell decidieron que Western Port era un objetivo más realista, y se fueron con un grupo de seis hombres. Después de descubrir y de cruzar los ríos Murrumbidgee y Murray, finalmente alcanzaron un sitio cerca de la actual Geelong, un poco al oeste de su destino.
En 1829-30, Charles Sturt realizó una expedición similar a la que Hume y Hovell se había negado: un viaje a la desembocadura del río Murray. Siguieron el Murrumbidgee hasta que se reunió con el Murray, y luego encontraron la unión del Murray y el Darling, antes de continuar hacia la desembocadura del Murray. El descubrimiento de que los ríos Darling, Macquarie, Murray y Murrumbidgee fluían todos hacia el oeste había llevado a muchos a creer que en el interior de Australia había un mar interior. La búsqueda de un mar interior fue una inspiración para muchas de las primeras expediciones al oeste de la Gran Cordillera Divisoria. Esta búsqueda condujo a muchos exploradores a los extremos de la resistencia y la miseria. La expedición de Charles Sturt explicó el misterio. También dio lugar a la apertura de Australia del Sur a los asentamientos.
Thomas Mitchell, de origen escocés y Agrimensor General de Nuevo Gales del Sur, hizo un importante descubrimiento en 1836. Dirigió una expedición a lo largo del río Lachlan, descendiendo hasta el río Murray. A continuación, se dirigió a la costa sur, cartografíando lo que es ahora el oeste de Victoria. Allí descubrió la tierra de pastoreo más rica vista hasta ese momento y la llamó Australia Felix. Fue nombrado caballero por su descubrimiento en 1837. Cuando llegó a la costa en la bahía de Portland, se sorprendió al encontrar un pequeño asentamiento. Se había establecido por la familia Henty, que había navegado a través del [èstrecho de Bass]] desde la tierra de Van Diemen en 1834, sin que las autoridades estuvieran informadas.
Tal vez los exploradores australianos más famosos fueron Robert O'Hara Burke y William John Wills que en 1860-61 encabezaron una expedición bien equipada desde Melbourne al golfo de Carpentaria. Debido a una racha desafortunada de mala suerte, supervisión y falta de liderazgo, Burke y Wills murieron en el viaje de regreso.

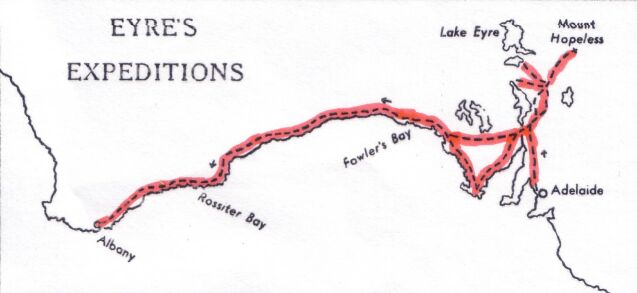
Expediciones de Eyre en Nullarbor Plain y a las cordilleras Flinders

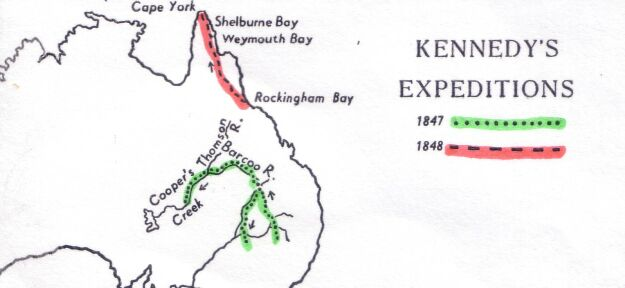
Expediciones de Kennedy en el interior de Queensland

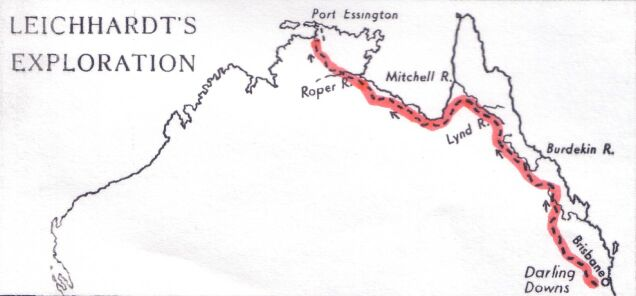
Exploración de Leichardt

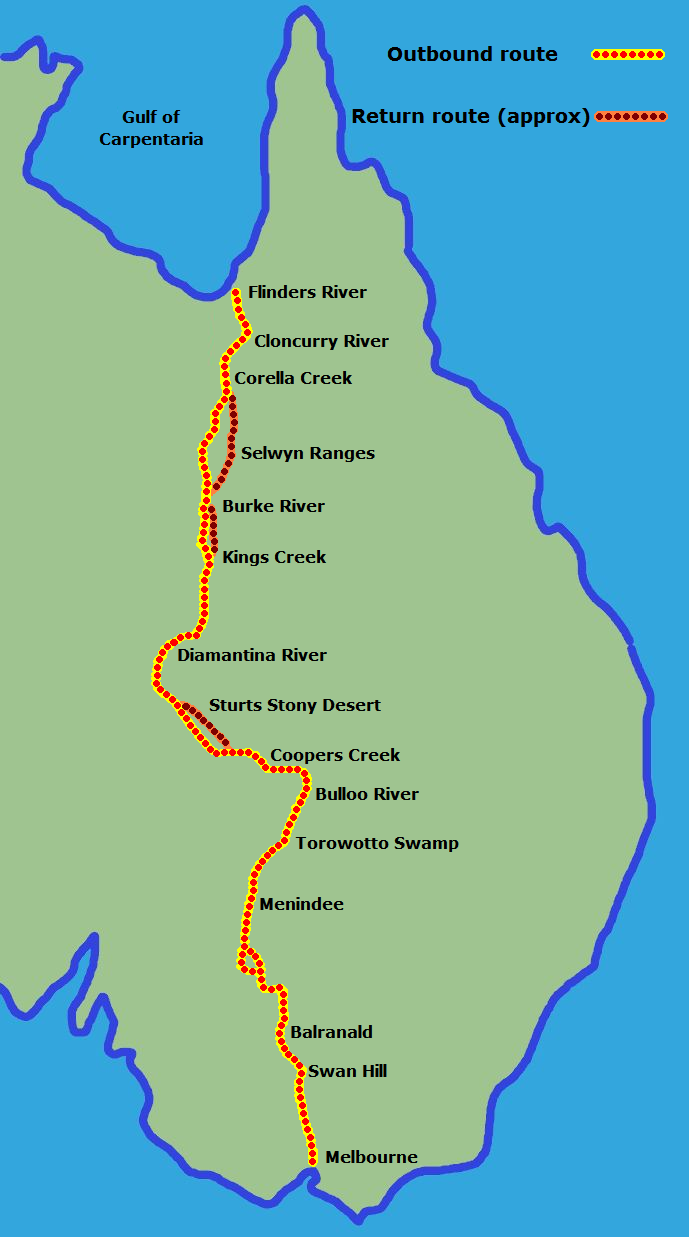
La desgraciada expedición de Burke y Wills

| Fechas    | Explorador(es)                                                           | Lugar(es) |
| 1804      | William Paterson                                                         | Port Dalrymple, río Tamar y río North Esk (Tasmania) |
| 1813      | Blaxland, Wentworth y Lawson                                             | Desde Sídney cruzando la Gran Cordillera Divisoria vía las Blue Mountains; primera incursión en el interior de Nueva Gales del Sur. |
| 1817–18   | John Oxley                                                               | Interior de Nueva Gales del Sur; descubrimiento del río Lachlan y del río Macquarie |
| 1818      | Throsby, Meehan, Hume y Wild                                             | Throsby y Wild descubrieron una ruta por tierra desde Sídney hasta la bahía Jervis, vía los ríos Kangaroo y bajo Shoalhaven. Meehan y Hume siguieron el Shoalhaven río arriba y descubrieron el lago Bathurst y los Llanos de Goulburn. |
| 1820      | Joseph Wild                                                              | Descubrimiento del lago George. |
| 1823      | Currie, Ovens y Wild                                                     | Región sur del lago George; Descubrimiento de Isabella Plains (now a suburb of Canberra), charted the upper reach of the río Murrumbidgee y descubrimiento de Monaro                                                                    |
| 1824      | Expedición de Hume y Hovell                                              | Sídney hasta Geelong; descubrimiento del río Murray |
| 1828–29   | Charles Sturt y Hamilton Hume                                            | Área del río Macquarie; descubrimiento del río Darling |
| 1829      | Currie, Drummond, Dr Simmons y teniente Griffin                          | Sur de Fremantle; región explorada, ahora Rockingham y Baldivis, y avistaron el río Serpentine |
| 1829      | Dr Collie y teniente Preston                                             | Descubrimiento de los ríos Harvey, Collie y Preston |
| 1829–30   | Charles Sturt                                                            | A lo largo del río Murrumbidgee; encontró y nombró el río Murray, y determinó los ríos que discurren en dirección oeste fluyen en la cuenca Murray-Darling                                                                              |
| 1830      | John Molloy                                                              | Río Blackwood (Australia Occidental) |
| 1830–1834 | Alfred y John Bussell                                                    | río Blackwood y the Vasse (Australia Occidental) |
| 1831      | Robert Dale y George Fletcher Moore                                      | Área del río Avon (Australia Occidental) |
| 1831      | Collet Barker                                                            | Mount Lofty y Murray Mouth |
| 1834      | Frederick Ludlow                                                         | Augusta to Perth; descubrimiento del río Capel |
| 1834–36   | George Fletcher Moore                                                    | Río Avon y río Swan; descubrimiento de que son el mismo río; descubrimiento de ricas tierras de pastoreo cerca del río Moore |
| 1839–41   | Edward John Eyre                                                         | Las cordilleras Flinders y Nullarbor Plain |
| 1840      | Paweł Edmund Strzelecki                                                  | Ascenso y nombramiento del monte Kosciuszko (Nueva Gales del Sur) |
| 1840      | Patrick Leslie                                                           | Río Condamine (Nueva Gales del Sur) |
| 1840–42   | Clement Hodgkinson                                                       | Noreste de Nueva Gales del Sur, desde Port Macquarie hasta bahía Moreton |
| 1844      | Charles Sturt                                                            | Noroeste de Nueva Gales del Sur y noreste de South Australia; descubrimiento del desierto Simpson |
| 1847      | Anthony O'Grady Lefroy y Alfred Durlacher                                | Gingin (Australia Occidental) |
| 1854      | Expedición de Austin de 1854 – Robert Austin, Kenneth Brown              | Geraldton, monte Magnet y río Murchison |
| 1858–60   | John McDouall Stuart                                                     | El noroeste de Australia del Sur; descubrió las fuentes de agua utilizadas como puntos de parada para las expediciones posteriores, y encontró y nombró el río Finke, las cordilleras MacDonnell y el arroyo Tennant                    |
| 1860      | Expedición de Burke y Wills, con Robert O'Hara Burke, William John Wills | Melbourne hasta el golfo de Carpentaria (atravesando Australia de sur a norte); determinó la no-existencia de un mar interior |
| 1897      | Frank Hann                                                               | Pilbara, región de Australia Occidental; nombró el lago Disappointment |

## Otros exploradores delsigloXIX
Otros exploradores, por tierra (en orden alfabético):

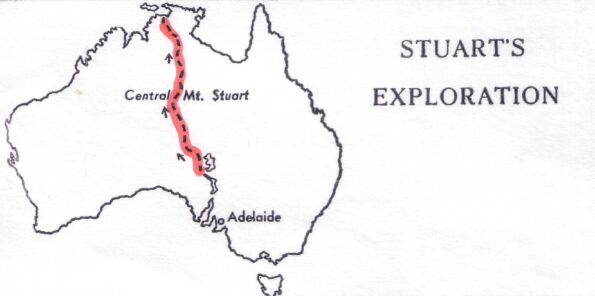
Stuart fue el primero en cruzar con éxito el país de sur a norte.

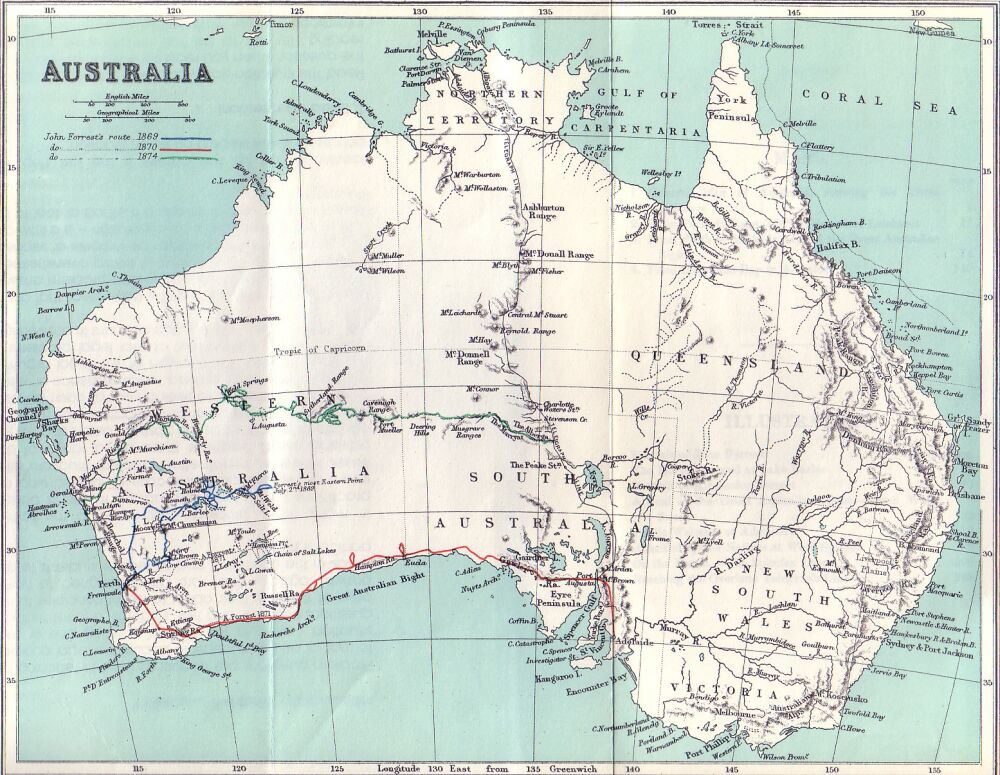
Mapa de las expediciones de John Forrest

| - John Baxter - Francis Cadell - David Carnegie - Robert Dale - Henry Dangar - George Evans - Alexander Forrest - John Forrest - Alfred Gibson | - Ernest Giles - William Gosse - George Goyder - Augustus Gregory - George Grey - John Ainsworth Horrocks - Edmund Kennedy - William Landsborough - William Lawson | - Ludwig Leichhardt - Patrick Leslie - William Paterson - Watkin Tench - William Tietkins - Frederick Walker - Peter Warburton |

## Exploradores delsigloXX
A inicios del siglo XX, la mayoría de los principales accidentes geográficos de Australia habían sido ya descubiertos por los exploradores europeos. Sin embargo, hay algunas personas del siglo XX que son consideradas exploradoras, como: 
- Ted Colson, el primero en cruzar el desierto de Simpson en 1936.[95]
- Donald George Mackay, que realizó cinco grandes expediciones de reconocimiento y levantó con precisión el mapa del Territorio del Norte, descubridor del lago Mackay.[96]
- Cecil Madigan, que realizó una gran expedición científica al Desierto de Simpson en 1939. En 1930, Madigan acuñó el nombre de «Desierto de Simpson», en honor de Alfred Allen Simpson, después de un reconocimiento aéreo.[97]
- Len Beadell[98]

## Indígenas australianos que participaron en la exploración europea
Un buen número de indígenas australianos participaron en la exploración europea de Australia, como:
- Jackey Jackey (también conocido como Galmahra), que acompañó a la expedición de Kennedy.[99]
- Tommy Windich, que se unió a John Forrest en su búsqueda de Ludwig Leichhardt.
- Wylie, que acompañó a la expedición de Eyre cruzando el Nullarbor.

## Naturalistas y otros científicos
Hay numerosos naturalistas y otros científicos estrechamente relacionados con la exploración europea de Australia, como
- Daniel Solander, acompañante de la expedición de Cook de 1770.[100]
- Jacques Labillardière, acompañante de Bruni d'Entrecasteaux.
- Allan Cunningham, acompañante de la expedición de Oxley de 1817.[101]
- John Gilbert, acompañante de la expedición de Leichhardt.
- Ferdinand von Mueller, acompañante de la expedición de Augustus Gregory.[102]
- Jean-Baptiste Leschenault de la Tour, François Péron y Charles Alexander Lesueur, acompañantes de la expedición de Baudin de 1801.
- John Lhotsky[103]
- Gerard Krefft[104]
- Olive Pink[105]
- Científicos de la Horn Expedition de 1894, incluían a Walter Baldwin Spencer, Edward Charles Stirling y Ralph Tate[106]

## Exploradores sin categorizar
| - Francis Barrallier - James Calvert - Louis de Rougemont - George Frankland | - John Graham - Frank Gregory - Alfred William Howitt - Robert Logan Jack | - Alexander William Jardine - Frank Jardine - Edmund Lockyer - Carl Sofus Lumholtz | - John MacGillivray - Michael Terry - Frederick Walker - Lawrence Wells |